# Heinrich Müller (Politiker, 1885)

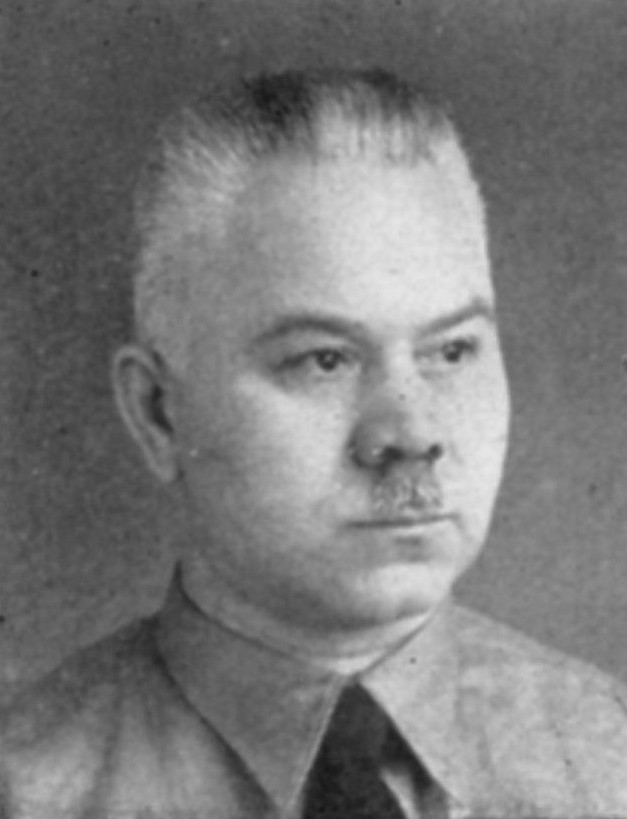
Heinrich Müller, um 1933

Heinrich Müller (* 14. August 1885 in Liederbach; † 8. März 1943 in Hannover) war ein deutscher Politiker (NSDAP). Müller wurde bekannt als Mitglied des Reichstages und stellvertretender Oberbürgermeister der Stadt Hannover. Er ist nicht zu verwechseln mit dem gleichnamigen Gestapo-Chef Heinrich Müller. 

## Leben und Wirken
Nach dem Besuch der Volksschule war Müller kurzzeitig in der Landwirtschaft tätig. Nachdem er vier Jahre lang dem deutschen Heer angehört hatte, trat er 1909 in den Hannoverschen Polizeidienst ein. Als Berufspolizist wurde Müller im Jahr 1925 zum Kriminalsekretär und am 15. Februar 1933 zum Kriminalkommissar befördert.
1922 wurde Müller Mitglied der NSDAP. Nach dem vorübergehenden Verbot der Partei Ende 1923 trat Müller in eine ihrer zahlreichen Auffangorganisationen ein. Bereits im Mai 1924 wurden Müller und der spätere Reichserziehungsminister Bernhard Rust in das Bürgervorsteherkollegium von Hannover gewählt, wobei Müller den Vorsitz der Mini-Fraktion übernahm. Zum 24. Juni 1925 trat Müller der neu gegründeten NSDAP wieder bei (Mitgliedsnummer 8.541). 1929 wurden die beiden wiedergewählt, wobei zunächst Rust den Vorsitz über die – nun deutlich angewachsene – NSDAP-Fraktion übernahm. Nach Rusts Ausscheiden aus dem Bürgervorsteherkollegium 1930 ging das Amt erneut in Müllers Hände über. Im Dezember 1932 übernahm Müller ergänzend zu seinen bisherigen Kompetenzen die Leitung des NSDAP-Gauamtes für Kommunalpolitik, das er bis 1935 führte.
Knapp zwei Wochen nach dem Machtantritt der Nationalsozialisten Ende Januar 1933 wurde Müller mit der Leitung der politischen Polizei in Hannover beauftragt. In dieser Eigenschaft fiel ihm die Aufgabe zu, regional zur Festigung der Macht der NSDAP beizutragen. Bereits einen Monat später wurde Müller bei den Hannoverschen Kommunalwahlen vom 12. März 1933 zum Bürgervorsteher und Wortführer des Bürgervorsteherkollegiums der Stadt gewählt.
Am 26. April 1933 wurde Müller, der als Polizist mit bescheidenen intellektuellen Fähigkeiten galt, zum Bürgermeister beziehungsweise zum stellvertretenden Oberbürgermeister von Hannover gewählt. Als Partner des Oberbürgermeisters Arthur Menge brachte er in der Folgezeit die Verwaltung der Stadt auf nationalsozialistische Linie. Parallel zu seinen regionalen Aufgaben saß Müller acht Monate lang, vom März bis zum November 1933, als Abgeordneter im Reichstag, in dem er den Wahlkreis 16 (Südhannover-Braunschweig) vertrat.